# Lomnice nad Popelkou
Lomnice nad Popelkou (in tedesco Lomnitz an der Popelka) è una città della Repubblica Ceca facente parte del distretto di Semily, nella regione di Liberec.